# Campionato francese di tennis 1909
Il Campionato francese di tennis 1909 (conosciuto oggi come Open di Francia o Roland Garros) è stato la 19ª edizione del Campionato francese di tennis, riservato ai tennisti francesi o residenti in Francia. Si è svolto su campi in terra rossa del Societe Athletique de la Villa Primrose di Bordeaux in Francia.
Il singolare maschile è stato vinto da Max Décugis, che si è imposto su Maurice Germot. Il singolare femminile è stato vinto da Jeanne Matthey, che ha battuto Jacqueline Gallay. Nel doppio maschile si sono imposti Max Décugis e Maurice Germot. Nel doppio femminile hanno trionfato Jeanne Matthey e Daisy Speranza. Nel doppio misto la vittoria è andata a Jeanne Matthey in coppia con Max Décugis.

## Seniors

### Singolare maschile
Max Décugis ha battuto in finale  Maurice Germot con il punteggio di 3–6, 2–6, 6–4, 6–4, 6–4.

### Singolare femminile
Jeanne Matthey ha battuto in finale  Jacqueline Gallay con il punteggio di 10–8, 6–4.

### Doppio maschile
Max Décugis /  Maurice Germot

### Doppio femminile
Jeanne Matthey /  Daisy Speranza

### Doppio misto
Jeanne Matthey /  Max Décugis hanno battuto in finale  Flouch /  Jean Samazeuilh con il punteggio di 7–5, 7–5.